# Liste von Bunkern in Hamburg
Diese Liste von Bunkern in Hamburg enthält – ohne Anspruch auf Vollständigkeit – sowohl Bunker und separate Schutzbauten (keine Luftschutzkeller in Wohnhäusern!) aus dem Zweiten Weltkrieg als auch reaktivierte, modernisierte und neugebaute Zivilschutzbauten aus der Zeit des Kalten Krieges. Schätzungen gehen davon aus, dass in Hamburg rund 1200 Bunker gebaut wurden, von denen heute noch etwa die Hälfte erhalten ist. Zum historischen Hintergrund siehe den Artikel Bunker in Hamburg.

## Hochbunker (Bunkerhäuser)
| Adresse/Lage                                                                                     | Stadtteil                | Baujahr                 | Denkmal-schutz | Anmerkungen (u. a. heutige Nutzung) | Foto           |
| ------------------------------------------------------------------------------------------------ | ------------------------ | ----------------------- | -------------- | --- | -------------- |
| August-Lütgens-Park 53,556893° N, 9,948939° O                                                    | Altona-Altstadt          | 1941/42                 |                | ehem. OP-Bunker des (alten) AK Altona, heute als Kletterturm („Kletteraugust“) genutzt | weitere Bilder |
| Carlebach-/ Saßstraße (Hinterhaus) 53,555783° N, 9,955808° O                                     | Altona-Altstadt          | 1940–42                 |                | 2019/20 abgerissen |                |
| Holstenstr. 14a 53,552363° N, 9,954933° O                                                        | Altona-Altstadt          | 1941/42                 |                | 1972 als ZVS-Bunker an Bezirksamt Altona übergeben; 2019 abgerissen |                |
| Holstenstr. 79 (Hinterhaus) 53,556481° N, 9,950901° O                                            | Altona-Altstadt          | 1941/42                 |                | ehemals ZVS-Bunker, derzeit leerstehend |                |
| Mistralstr. 5 53,559824° N, 9,958318° O                                                          | Altona-Altstadt          | 1941                    |                | 1950 „Entfestigung“ und Umbau zu Wohnungen | weitere Bilder |
| Schomburgstr. 8 53,551949° N, 9,951842° O                                                        | Altona-Altstadt          | 1941–43                 |                | 1974 Übergabe als ZVS-Bunker an Bezirksamt Altona |                |
| Eggerstedtstr. 51 53,56026° N, 9,945965° O                                                       | Altona-Nord              | 1941–43                 |                | 1984 Übergabe als ZVS-Bunker an Bezirksamt Altona, 2015 abgerissen | (Foto)         |
| Eimsbütteler Str. 135 53,569052° N, 9,949662° O                                                  | Altona-Nord              | 1941–42                 |                | 1982 Übergabe als ZVS-Bunker an Bezirksamt Altona, 2019 abgerissen |                |
| Missundestr. 10 53,56277° N, 9,952735° O                                                         | Altona-Nord              | 1941                    |                | 1965 Übergabe als ZVS-Bunker an Bezirksamt Altona, 2016 abgerissen für Wohnungen |                |
| Regerstr. 2 / Haydnstr. 53,566203° N, 9,906456° O                                                | Bahrenfeld               | 1941–42                 |                | 2008 umgebaut zu Wohnungen |                |
| Von-Sauer-Str. 42 53,565337° N, 9,903071° O                                                      | Bahrenfeld               | 1941–42                 |                | 2017 abgerissen |                |
| Bramfelder Str. 96 53,5889° N, 10,0535° O                                                        | Barmbek-Nord             | 1941/43, 1960er (Umbau) | ja (22936)     | 1979 Übergabe als ZVS-Bunker an Bezirksamt Nord, derzeit leerstehend | weitere Bilder |
| Fuhlsbütteler Str. 53,602167° N, 10,0405° O                                                      | Barmbek-Nord             | 1941–42                 |                | ehem. OP-Bunker des AK Barmbek, 2017 abgerissen | (Foto)         |
| Habichtstr. 37 53,59076° N, 10,0569° O                                                           | Barmbek-Nord             | 1943 / 1960er (Umbau)   | ja (22913)     | 1973 Übergabe als ZVS-Bunker an Bezirksamt Nord, seit 2020 Teilabriss und Umbau zu Wohnungen |                |
| Humboldtstr. 91 53,576827° N, 10,021722° O                                                       | Barmbek-Süd              | 1941–44                 |                | |                |
| Hinrichsenstraße 29 (ehem. Baustraße) 53,55993° N, 10,035643° O                                  | Borgfelde                | 1941                    | nein           | 1950/51 „Entfestigung“ und Umbau zu Wohnungen |                |
| Börnestraße 22 53,5717° N, 10,058259° O                                                          | Eilbek                   | 1941–43                 | nein           | 1984 Übergabe an Bezirksamt Wandsbek 2018 Teilabriss und Umbau zu Wohnungen |                |
| Eilbeker Weg 94 53,570085° N, 10,046846° O                                                       | Eilbek                   | 1941–42                 | nein           | 1968 Übergabe an Bezirksamt Wandsbek 2015 Teilabriss und Umbau zu Wohnungen |                |
| Eilbeker Weg 126 53,570841° N, 10,048803° O                                                      | Eilbek                   | 1941–42                 | nein           | 1967 Übergabe an Bezirksamt Wandsbek 2013–15 Teilabriss und Umbau zu Wohnungen |                |
| Papenstraße 137 53,56511° N, 10,052839° O                                                        | Eilbek                   | 1941                    | nein           | 1981 Übergabe an Bezirksamt Wandsbek 2015 ff. Teilabriss und Umbau zu Wohnungen | weitere Bilder |
| Schellingstraße 43 53,570145° N, 10,050845° O                                                    | Eilbek                   | 1941                    | ja (22419)     | unten Lager, Aufbau mit Wohnungen (Studentenwohnheim?) | weitere Bilder |
| Tonistraße 10 53,566861° N, 10,052346° O                                                         | Eilbek                   | 1941                    | nein           | vglw. kleines Bauwerk mit 100 Sitz- und 300 Liegeplätzen, nach 1943 zeitweise vom HWWA genutzt, nach dem Krieg als Lagerraum, bis 1990 ZVS-Bindung, danach Verkauf und Umbau, heute Büros, oben Aufbau mit (Loft-)Wohnungen (Rossig S. 58 f.) | weitere Bilder |
| Wielandstraße 13–15 53,570629° N, 10,054002° O                                                   | Eilbek                   | 1942–43                 | nein           | 1970 Übergabe an Bezirksamt Wandsbek 2014/15 Teilabriss und Umbau zu Wohnungen |                |
| Alardusstr. 53,576203° N, 9,961406° O                                                            | Eimsbüttel               | 1941                    |                | Lagerräume |                |
| Bismarckstr. 69 53,574807° N, 9,966064° O                                                        | Eimsbüttel               | 1941–43                 |                | unfertig geblieben, 1998 abgerissen |                |
| Eichenstr. 26–30 53,575656° N, 9,959618° O                                                       | Eimsbüttel               | 1941–42                 |                | 2000 um- und überbaut |                |
| Eimsbütteler Straße 36 53,56581° N, 9,95537° O                                                   | Eimsbüttel               | 1942/43                 | ja (18390)     | Entwurf: Heinz Esselmann / J. R. Mramor, / Emil Theil |                |
| Fruchtallee 82 53,571219° N, 9,954694° O                                                         | Eimsbüttel               | 1941                    |                | 2006/7 abgerissen | (Fotos)        |
| Henriettenstr. 1 53,573414° N, 9,958142° O                                                       | Eimsbüttel               | 1941–42                 |                | 1983 Übergabe an Bezirksamt Eimsbüttel, 2013 abgerissen |                |
| Heußweg 39 53,577085° N, 9,95035° O                                                              | Eimsbüttel               | 1941–43                 |                | 1996/97 abgerissen |                |
| Heußweg 114 53,580181° N, 9,957509° O                                                            | Eimsbüttel               | 1941–43                 |                | 2000 um- und überbaut |                |
| Methfesselstr. 17 53,577819° N, 9,940903° O                                                      | Eimsbüttel               | 1941–42                 |                | 1965 Übergabe an Bezirksamt Eimsbüttel, 2018 abgerissen |                |
| Mueggenkampstr. 51 / Sartoriusstr. 53,57976° N, 9,941971° O                                      | Eimsbüttel               | 1941–42                 |                | 1994 Übergabe an Bezirksamt Eimsbüttel, 2018–20 abgerissen |                |
| Sillemstr. 35–37 / Bei der Apostelkirche 53,576208° N, 9,945907° O                               | Eimsbüttel               | 1941–42                 |                | 2002 umgebaut zu Wohnungen |                |
| Weidenstieg 26 53,570547° N, 9,961112° O                                                         | Eimsbüttel               | 1941–42                 |                | leerstehend |                |
| UKE O29 53,590201° N, 9,977592° O                                                                | Eppendorf                | 1941–42                 |                | OP-Bunker Chirurgie, Lager | weitere Bilder |
| UKE O33 53,589928° N, 9,977803° O                                                                | Eppendorf                | 1941–42                 |                | Rettungsbunker, Lager | weitere Bilder |
| UKE W12 53,590414° N, 9,972961° O                                                                | Eppendorf                | 1941–42                 |                | OP-Bunker Gynäkologie und Entbindungsstation, Lager und Labors | weitere Bilder |
| Carl-Petersen-Str. 21 / Palmerstraße 9 (Hinterhof) 53,559355° N, 10,04308° O                     | Hamm                     | 1941                    | nein           | Musikbunker |                |
| Döhnerstraße 25 / Dobbelersweg 53,552224° N, 10,055899° O                                        | Hamm                     | 1941–43                 | ja (29199)     | Entwurf: Karl Kohl, Gewerbe |                |
| Eiffestraße 634 53,550584° N, 10,060385° O                                                       | Hamm                     | 1940–41                 | nein           | Musikbunker |                |
| Hammer Deich 155 53,54526° N, 10,050282° O                                                       | Hamm                     | 1940–41                 | nein           | Musikbunker |                |
| Hammer Deich zwischen Kreuzbrook und Luisenweg (ehem. Dankeskirchhof) 53,546763° N, 10,046381° O | Hamm                     | 1941–42                 | nein           | Gewerbe? |                |
| Kreuzbrook 28 53,54632° N, 10,04747° O                                                           | Hamm                     | 1941                    | nein           | Musikbunker |                |
| Marienthaler Str. 173 53,565034° N, 10,059442° O                                                 | Hamm                     | 1942–43                 | nein           | unvollendet, 2008 überbaut mit Studentenwohnheim, sonst Lager |                |
| Sievekingdamm 37 53,559534° N, 10,048989° O                                                      | Hamm                     | 1941                    | nein           | Musikbunker |                |
| Sievekingsallee 6 53,560031° N, 10,040806° O                                                     | Hamm                     | 1940–41                 | nein           | Gewerbe |                |
| Süderstraße 301 53,547651° N, 10,053443° O                                                       | Hamm                     | 1941–43                 | nein           | 1981 Übergabe an Bezirksamt Mitte | weitere Bilder |
| Wendenstraße 339 53,551171° N, 10,044214° O                                                      | Hamm                     | 1941–42                 | nein           | 1985 Übergabe an Bezirksamt Mitte, Kunst- und Musikbunker |                |
| Lassallestr. 3 53,455722° N, 9,985917° O                                                         | Harburg (Phoenixviertel) | 1942–43                 |                | 1991 Übergabe an Bezirksamt Harburg, Gewerbe |                |
| Löwenstr. 27a/29a (Hinterhaus) 53,58325° N, 9,978319° O                                          | Hoheluft-Ost             | 1942–44                 | ja (19264)     | 2000 um- und überbaut, Wohnungen und Büros |                |
| Quickbornstr. 19–21 (Hinterhof) 53,581324° N, 9,959465° O                                        | Hoheluft-West            | 1941–42                 |                | 1966 Übergabe an Bezirksamt Eimsbüttel, 2015/16 abgerissen |                |
| Wiesingerweg 23a 53,581597° N, 9,961663° O                                                       | Hoheluft-West            | 1941–42                 |                | 2012 abgerissen |                |
| Eidelstedter Weg 10 53,581213° N, 9,957353° O                                                    | Lokstedt                 | 1941                    |                | 2015/16 nach Aufhebung des Denkmalschutzes abgerissen | (Foto: 2015)   |
| Arnoldstr. 20 (Hinterhof) 53,549837° N, 9,928731° O                                              | Ottensen                 | 1941                    |                | 1974 Übergabe an Bezirksamt Altona, 2009 abgerissen |                |
| Barnerstr. / Gaußstr. 53,557413° N, 9,931998° O                                                  | Ottensen                 | 1941                    |                | 1966 Übergabe an Bezirksamt Altona, 2015 abgerissen |                |
| Behringstr. 38 53,554309° N, 9,9205° O                                                           | Ottensen                 | 1941–42                 |                | 1989 Übergabe an Bezirksamt Altona, Nutzung durch DRK-Kleiderkammer Altona |                |
| Bülowstr. 20 53,552324° N, 9,914335° O                                                           | Ottensen                 | 1941–43                 | ja (17886)     | ehem. OP-Bunker des Altonaer Kinderkrankenhauses, 2003 und 2013 um- und überbaut zu bzw. mit Wohnungen | weitere Bilder |
| Friedensallee 54 a (Hinterhaus) 53,556215° N, 9,924202° O                                        | Ottensen                 | 1941                    |                | 1988 Übergabe an Bezirksamt Altona, (nach 2014) Teilabriss und Umbau zu Wohnungen |                |
| Marckmannstr. 2 53,537761° N, 10,034766° O                                                       | Rothenburgsort           | 1941–42                 |                | Gewerbe |                |
| Marckmannstr. 195 53,533634° N, 10,052046° O                                                     | Rothenburgsort           | um 1940                 | ja (14057)     | leerstehend | weitere Bilder |
| Stresowstr. 53,532769° N, 10,03993° O                                                            | Rothenburgsort           | 1941–43                 |                | unvollendet | weitere Bilder |
| Allende-Platz 2 / Grindelhof 24 (Bornplatz / Joseph-Carlebach-Platz) 53,567858° N, 9,98286° O    | Rotherbaum               | 1941–42                 | ja (19295)     | Entwurf: Averhoff & Dyrssen, 1950 entfestigt und heute als Uni-Institut genutzt | weitere Bilder |
| Binderstraße 32 53,56785° N, 9,9849° O                                                           | Rotherbaum               | 1944–45                 |                | Postbunker (Werksbunker), zum benachbarten Fernsprechamt gehörig, 2022 abgerissen | weitere Bilder |
| Otzenstr. 28 53,556036° N, 9,958724° O                                                           | St. Pauli                | 1941–42                 |                | | weitere Bilder |
| Reiherdamm 53,535543° N, 9,969192° O                                                             | Steinwerder              |                         |                | sog. Marinebunker im ehem. Freihafen |                |
| Lippmannstr. / Flora-Park 53,56191° N, 9,96014° O                                                | Sternschanze             | 1941–42                 |                | 1991 Übergabe an Bezirksamt Altona, Nutzung als Kletterturm „Kilimanschanzo“ 2019–22 Innenausbau zum Stadtteilzentrum mit Kletterhalle und Musikprobenräumen                                                                                  | weitere Bilder |
| Finkenau 35 (Mediencampus) 53,569461° N, 10,033973° O                                            | Uhlenhorst               | 1941–42                 | ja (20569)     | ehem. OP-Bunker der Frauenklinik Finkenau, Nutzung als Lager |                |
| Anemonenweg / Stephanstr. 53,592115° N, 10,082389° O                                             | Wandsbek                 | 1941                    |                | 2009 abgerissen | (Fotos)        |
| Anemonenweg / Voßkulen 53,592889° N, 10,086615° O                                                | Wandsbek                 | 1941                    |                | 2009 abgerissen | (Fotos)        |
| Hogrevestraße (ehem. Dietrichstr.) / Wendemuthstr. 53,577088° N, 10,072858° O                    | Wandsbek                 | 1941–43                 |                | unvollendet und 1943 ausgebrannt, 1972 mit Erde überdeckt und begrünt, Gedenktafel | weitere Bilder |
| Nebendahlstraße 22 53,578369° N, 10,065908° O                                                    | Wandsbek                 | 1941–42                 |                | 1967 Übergabe an Bezirksamt Wandsbek, 2015/16 Teilabriss und Umbau zu Wohnungen |                |
| Von-Hein-Str. 19 53,575035° N, 10,064556° O                                                      | Wandsbek                 | 1941–42                 | ja (23261)     | Musikbunker |                |
| Barmbeker Str. 185 53,593544° N, 10,000033° O                                                    | Winterhude               | 1941–42                 |                | 2015/16 um- und überbaut für Wohnungen und Büros | weitere Bilder |
| Dorotheenstr. 13 53,579896° N, 10,010144° O                                                      | Winterhude               |                         |                | 2005/07 Teilabriss und anschließender Neubau von Wohnungen | weitere Bilder |
| Dorotheenstr. 38 / Poelchaukamp 10 53,58164° N, 10,00944° O                                      | Winterhude               | 1941–43                 | ja (21584)     | Gewerbe | weitere Bilder |
| Dorotheenstr. 91 53,585195° N, 10,006237° O                                                      | Winterhude               | 1941–42                 |                | 2006/07 Teilabriss und anschließender Neubau von Wohnungen | weitere Bilder |
| Forsmannstr. 10 53,58303° N, 10,01508° O                                                         | Winterhude               | 1941–42                 |                | 2014/15 Abriss und anschließender Neubau von Wohnungen |                |
| Geibelstr. 20 (Hinterhaus) 53,583246° N, 10,017311° O                                            | Winterhude               | 1941–42                 |                | |                |
| Gertigstr. 62–64 53,582718° N, 10,018125° O                                                      | Winterhude               | 1941–42                 |                | 2004 mit Penthouse überbaut, sonst Gewerbe |                |
| Kuhnsweg 7 53,583441° N, 10,010896° O                                                            | Winterhude               | 1941–43                 |                | 1984 Übergabe an Bezirksamt Nord 2022/23 abgerissen und zu Wohnraumnutzung umfunktioniert. Teile der Fassade (Front) zum Kuhnsweg wurden stehen gelassen.                                                                                     | weitere Bilder |
| Poßmoorweg 38a 53,586904° N, 10,011889° O                                                        | Winterhude               | 1941–42                 |                | 1976 Übergabe an Bezirksamt Nord, 2015/16 abgerissen |                |
| Preystr. 2 (Hinterhof) 53,581738° N, 10,012444° O                                                | Winterhude               | 1941–42                 |                | Garage |                |
| Ulmenstr. (Hinterhof) 53,594597° N, 10,001626° O                                                 | Winterhude               | 1941–42                 |                | 2015/16 überbaut |                |

## Tiefbunker (inkl. Röhrenbunker)
| Adresse/Lage                                                                       | Stadtteil        | Baujahr                   | Denkmal-schutz | heutige Nutzung | Foto           |
| ---------------------------------------------------------------------------------- | ---------------- | ------------------------- | -------------- | --- | -------------- |
| Holstenstraße 20 53,552958° N, 9,953449° O                                         | Altona-Altstadt  | 1941–42                   | nein           | 1968 Übergabe als ZVS-Bunker an Bezirksamt Altona, leerstehend |                |
| Louise-Schroeder-Str. 21 53,55128° N, 9,9519° O                                    | Altona-Altstadt  | 1962/63                   | ja (26143)     | Tiefbunker/Rundbunker / sog. ZVS-„Erprobungsbau“, 1963 Übergabe an Bezirksamt Altona, Besichtigungen durch Hamburger Unterwelten e.V. |                |
| Stadionstraße 53,582831° N, 9,890608° O                                            | Bahrenfeld       | 1940–41                   |                | Röhrenbunker, leerstehend |                |
| Habichtstr. 75 (Tieloh-Schule) 53,59277° N, 10,05253° O                            | Barmbek-Nord     | 1940                      | ja (28712)     | Röhrenbunker | weitere Bilder |
| Borgfelder Allee o. Nr. 53,553414° N, 10,026292° O                                 | Borgfelde        | 1940, 1963 (Umbau)        | ja (28131)     | Tiefbunker Berlinertordamm, 1963 Übergabe als ZVS-Bunker an Bezirksamt Mitte, Besichtigungen durch Unter Hamburg e.V. | weitere Bilder |
| Wandsbeker Chaussee 100 (Eilbeker Bürgerpark) 53,566876° N, 10,043261° O           | Eilbek           | 1940                      | nein           | 1965 Übergabe an Bezirksamt Wandsbek, leerstehend | weitere Bilder |
| Doormannsweg (ohne Nummer) 53,568551° N, 9,952942° O                               | Eimsbüttel       |                           | nein           | 1968 Übergabe an Bezirksamt Eimsbüttel, 3 Schutzanlagen, leerstehend | weitere Bilder |
| Ernst-Thälmann-Platz / Tarpenbekstr. o. Nr. 53,59533° N, 9,98431° O                | Eppendorf        | 1939–40                   | ja (20720)     | 2-Röhrenbunker, Besichtigung durch Geschichtswerkstatt Eppendorf, s. Rossig, Hamburgs Bunker 26 |                |
| Gertrudenkirchhof (abgerissen) 53,552426° N, 10,00093° O                           | Hamburg-Altstadt | 1940                      |                | leerstehend, Eingänge 2006 zugeschüttet |                |
| Droopweg/Wichernsweg 16 53,553007° N, 10,063525° O                                 | Hamm             | 1940/41                   | ja (29198)     | 4-Röhren-Bunker, Bunkermuseum, vgl. Rossig S. 56 f. | weitere Bilder |
| Tiefbunker Sievekingdamm (Thörls Park)                                             | Hamm             | 1968                      |                | erbaut als Ersatz für einen im Zuge des U-Bahnbaus abgerissenen Röhrenbunker aus dem 2. Weltkrieg |                |
| Kanalplatz 53,466917° N, 9,983498° O                                               | Harburg          | 1940                      | nein           | 2-Röhrenbunker Besichtigung durch die Geschichtswerkstatt Harburg |                |
| Eißendorfer Straße 26 (Schulgelände der Goethe-Schule Harburg unter dem S-Gebäude) | Harburg          | Unbekannt (2016 gefunden) |                | leerstehend, einsturzgefährdet aber abgesichert |                |
| Alfred-Wegener-Weg / Helgoländer Allee 53,546934° N, 9,971157° O                   | Neustadt         | 1939–41                   | ja (28129)     | leerstehend |                |
| Bahnhof Hamburg Landungsbrücken, Helgoländer Allee 53,54617° N, 9,970623° O        | Neustadt         | 1970er                    |                | 1975 Übergabe an Bezirksamt Mitte als ZVS-Bunker mit 180 „Grundschutz“-Plätzen (Christiansen 140), 2013 abgerissen | weitere Bilder |
| Dag-Hammarskjöld-Platz, Tiefbunker Dammtorpark 53,558589° N, 9,99139° O            | Neustadt         | 1963                      |                | 1963 Übergabe an Bezirksamt Mitte (2 Schutzanlagen), leerstehend | weitere Bilder |
| Tiefbunker im Bismarck-Denkmal                                                     | Neustadt         | 1940–41                   |                | siehe Bismarck-Denkmal (Hamburg)#Ausbau zum Luftschutzraum und Hamburgs Bunker, S. 38 f. |                |
| Statthalterplatz                                                                   | Othmarschen      | 1940–41                   |                | 2006 Teilabbruch, sonst leerstehend |                |
| Ausschläger Billdeich 6 53,539924° N, 10,043337° O                                 | Rothenburgsort   |                           |                | leerstehend, Zugänge in Grünanlage |                |
| Kennedybrücke, Tiefbunker 53,557789° N, 9,99669° O                                 | Rotherbaum       | 1963                      |                | 1963 Übergabe an Bezirksamt Eimsbüttel, 3 Anlagen, leerstehend |                |
| Zivilschutzanlage Beim Schlump / Bundesstraße 53,56802° N, 9,9743° O               | Rotherbaum       | 1974                      | nein           | Vier baulich getrennte Anlagen mit insgesamt 300 Schutzplätzen unter dem Geomatikum. Zivilschutzbindung in den 1990ern aufgehoben, Nutzung als Lagerräume. | weitere Bilder |
| Zivilschutzanlage Martin-Luther-King-Platz / Papendamm 53,56728° N, 9,97856° O     | Rotherbaum       |                           | nein           | Baulich zwei getrennte Anlagen mit 162 bzw. 216 Schutzplätzen unter dem Zoologischen Museum. Zivilschutzbindung war 2009 bereits aufgehoben. | weitere Bilder |
| Hachmannplatz (Hbf) 53,554156° N, 10,008444° O                                     | St. Georg        | 1940/41, 1966/68 (Umbau)  | ja (28684)     | 1968 Übergabe an Bezirksamt Mitte, leerstehend | weitere Bilder |
| Kreuzweg/Ecke Kurt-Schumacher-Allee 53,55164° N, 10,01341° O                       | St. Georg        | 1940                      |                | 2-Röhren-Schutzraum („Röhrenbunker“) für 150 Personen |                |
| Steintorwall, Tiefbunker (Hbf) 53,552544° N, 10,005851° O                          | St. Georg        | 1942/44, 1964/69 (Umbau)  | ja (28130)     | 1969 Übergabe an Bezirksamt Mitte, Besichtigungen durch Hamburger Unterwelten e.V. | (Foto: 2012)   |
| Spielbudenplatz                                                                    | St. Pauli        | 1940–42                   |                | nicht zu verwechseln mit MZA Reeperbahn! mit 5000 Plätzen damals der größte Tiefbunker Hamburgs und von Anfang an zur Nachnutzung als „Großgarage“ geplant, bis zu 20.000 Schutzsuchende, außerdem Befehlsstelle des 36. LS-Reviers und Dienststelle des DRK (Christiansen S. 137f.) |                |
| Argentinienbrücke 53,527828° N, 9,975175° O                                        | Steinwerder      | 1940                      |                | 1966 Übergabe an Bezirksamt Mitte, leerstehend |                |
| Altenwerder Damm 53,525831° N, 9,931817° O                                         | Waltershof       |                           |                | 1966 Übergabe an Bezirksamt Mitte, 2021 Teilabbruch |                |

## Rundtürme (Zombeck und Ringtreppentürme)
| Adresse/Lage                                                          | Stadtteil      | Baujahr | Denkmal-schutz | heutige Nutzung                                                                        | Foto           |
| --------------------------------------------------------------------- | -------------- | ------- | -------------- | -------------------------------------------------------------------------------------- | -------------- |
| Wiesendamm 7 / Bf. Barmbek 53,58655° N, 10,04486° O                   | Barmbek-Nord   | 1939/40 | ja (22950)     |                                                                                        | weitere Bilder |
| Borgfelder Allee 3 / Bf. Berliner Tor 53,552728° N, 10,02699° O       | Borgfelde      | 1939/40 | ?              | nach dem 2. WK zum Hotel umgebaut                                                      | weitere Bilder |
| Hasselbrookstraße 174 53,565424° N, 10,056779° O                      | Eilbek         | 1940    | ja (22397)     | beim Bf. Hasselbrook, früher gewerblich genutzt, z. Z. leerstehend                     | weitere Bilder |
| Vorsetzen 70 53,544122° N, 9,976474° O                                | Neustadt       | 1940    | ja (12241)     | nahe Landungsbrücken, Baumwall und Hafenfähren, heute gastronomisch genutzt            | weitere Bilder |
| Ottenser Hauptstraße (ehem. Bismarckstr.)                             | Ottensen       | 1939/40 |                | beim Altonaer Bahnhof, 1951 abgerissen                                                 |                |
| Billhorner Brückenstr. 41 53,538524° N, 10,032501° O                  | Rothenburgsort | 1940/41 | ja (14786)     | bei der damaligen Hochbahn-Station Brückenstraße, heute Gewerbe (Tonstudio)            |                |
| Rothenbaumchaussee 2 / Moorweide 53,562255° N, 9,990382° O            | Rotherbaum     | 1940    | ja (19125)     | nahe dem Dammtor-Bahnhof, Gastronomie                                                  | weitere Bilder |
| Steintorplatz / ZOB 53,55175° N, 10,010243° O                         | St. Georg      | 1940    |                | nahe dem Hauptbahnhof, 2002 zugunsten des ZOB-Ausbaus abgerissen                       | (Foto)         |
| Arningstraße / Worthdamm 27 (Ringtreppenturm) 53,53645° N, 9,98433° O | Steinwerder    | 1941    | ja (14524)     | bei Schmal/Selke als 12. Rundturm genannt, bei hojobeck.de fälschlich als Zombeck-Turm | weitere Bilder |
| Rossweg 20 (Ringtreppenturm) 53,523634° N, 9,947571° O                | Steinwerder    |         |                | Ringtreppenturm auf dem Werftgelände der ehem. Howaldtswerke, 2009 abgerissen          | (Foto)         |
| Sternschanze 7 53,56436° N, 9,966859° O                               | Sternschanze   | 1940    | ja (19142)     | beim Bf. Sternschanze, leerstehend                                                     |                |
| Peutestr. 1 (Veddeler Marktplatz) 53,528034° N, 10,02477° O           | Veddel         | 1939/40 | ja (13766)     | nahe den Elbbrücken                                                                    | weitere Bilder |
| Prielstr. 9 / Veddeler Elbdeich 53,530245° N, 10,021916° O            | Veddel         | 1939/41 | ja (13767)     | nahe den Elbbrücken                                                                    | weitere Bilder |

## Rundbunker/Rundschutzbauten
| Adresse/Lage                                                      | Stadtteil    | Baujahr | Denkmal-schutz | heutige Nutzung                                 | Foto           |
| ----------------------------------------------------------------- | ------------ | ------- | -------------- | ----------------------------------------------- | -------------- |
| Rüschweg, Rundbunker 53,53545° N, 9,85782° O                      | Finkenwerder | 1941    | ja (14555)     | leerstehend                                     |                |
| Steendiek 45 53,53313° N, 9,87929° O                              | Finkenwerder |         | unbekannt      | umbaut, Teil eines Eiscafe                      |                |
| Schwarzenbergstraße 50–54 53,46276° N, 9,97503° O                 | Harburg      |         | Nein           | Abriss 2023                                     | weitere Bilder |
| Bauerberg 43 53,553278° N, 10,083106° O                           | Horn         | 1941    |                | Abriss 2021                                     | weitere Bilder |
| Bornheide 99 53,59328° N, 9,8527° O                               | Lurup        | 1941    | nein           | DRK-Zentrum Osdorfer Born                       | weitere Bilder |
| Finkenwerder Straße 4 53,520182° N, 9,923971° O                   | Waltershof   |         | unbekannt      | Abriss im Zuge Ausbau "Hochstraße Elbmarsch" A7 |                |
| Rönneburger Straße / Schneverdinger Weg 53,440537° N, 9,993362° O | Wilstorf     | 1941    | ja (28159)     |                                                 |                |
| Am Papenbrack 53,484792° N, 10,007371° O                          | Wilhelmsburg | 1940    | unbekannt      | leerstehend                                     |                |
| Hohe-Schaar-Straße 51 53,481517° N, 9,99201° O                    | Wilhelmsburg |         | unbekannt      | unbekannt                                       |                |

## Mehrzweckanlagen
| Adresse/Lage             | Stadtteil    | Baujahr | Anmerkung | Foto         |
| ------------------------ | ------------ | ------- | --- | ------------ |
| Drosselstraße (Parkhaus) | Barmbek-Nord | 1971    | Bunkerebene für 2000 Menschen (1300 Sitz- und 700 Liegeplätze), wurde direkt über zwei Röhrenbunkern aus dem 2. WK errichtet, von denen einer umgebaut und in die neue Anlage einbezogen wurde, der 2. hätte über Zugänge in einem Hauskeller in der Starstraße als Notausgang gedient; 2009 aus der ZVS-Bindung entlassen und seit 2013 Umbau zu Eigentumswohnungen, Teile der MZA sollen weiterhin als Tiefgarage genutzt, andere mit Beton verfüllt werden (Rossig 2014, S. 60 f. / Christiansen 138 f.) | (Foto: 2006) |
| S/U Jungfernstieg        | Neustadt     | 1975    | Verteilerebene als Schutzraum für 2000 Personen (Christiansen 139) |              |
| S Stadthausbrücke        | Neustadt     | 1975    | 4500 Plätze (Christiansen 139) |              |
| S Reeperbahn             | St. Pauli    | 1979    | nicht zu verwechseln mit dem Tiefbunker Spielbudenplatz! 4500 Plätze, seit Ende des Kalten Krieges nicht mehr getestet und in schlechtem Zustand (Rossig S. 37f. / Christiansen 140) |              |
| S Harburg-Rathaus        | Harburg      | 1985    | mit 5000 Plätzen größte MZA in Hamburg (Christiansen 141) |              |
| U Niendorf-Markt         | Niendorf     | 1984    | 3300 Plätze (Christiansen 141) |              |
| U Steinfurter Allee      | Billstedt    | 1990    | 2000 Plätze (Christiansen 141) |              |
| U Mümmelmannsberg        | Billstedt    | 1990    | 3500 Plätze (Christiansen 141) |              |
| U Joachim-Mähl-Str.      | Niendorf     | 1991–93 | 1100 „Grundschutz“-Plätze (Christiansen 142) |              |
| U Schippelsweg           | Niendorf     | 1991–93 | 1100 „Grundschutz“-Plätze (Christiansen 142) |              |
| U Niendorf-Nord          | Niendorf     | 1991–93 | 3650 „Vollschutz“-Plätze (Christiansen 142) |              |

## Sonderbauten und sonstige
| Adresse/Lage                                                                  | Stadtteil                                 | Baujahr | Denkmal-schutz | heutige Nutzung | Foto           |
| ----------------------------------------------------------------------------- | ----------------------------------------- | ------- | -------------- | --- | -------------- |
| Alte Wöhr 20a (Reichsbahn-Bunker) 53,597666° N, 10,036166° O                  | Barmbek-Nord                              | 1942    |                | |                |
| Rüschweg (U-Bootbunker Fink II) 53,541227° N, 9,854208° O                     | Finkenwerder                              | 1941–44 |                | | weitere Bilder |
| Kuhtrift, Munitionsbunker 53,46349° N, 9,92454° O                             | Heimfeld                                  | 1936–39 | ja (31210)     | leerstehend | weitere Bilder |
| Moorburger Straße 16, Werkschutzbunker Typ Salzgitter 53,47516° N, 9,94994° O | Heimfeld                                  | 1944    | ja (27206)     | lt. Rossig S. 46 f. wurden in Hamburg 10, reichsweit ca. 200 dieser Bunker im Rahmen des „Geilenberg-Programms“ vorwiegend in der Mineralölindustrie errichtet, bogenförmige Decke mit 2,50 m Dicke, 4 m Breite und 30 m Länge mit Zugängen an den Stirnseiten, mindestens ein weiterer ist auf dem Unitainer-Gelände an der Schluisgrove (Wilhelmsburg) erhalten, ein weiterer am Schlengendeich wurde um 2006 abgerissen. |                |
| Manteuffelstr. 20 53,560222° N, 9,833578° O                                   | Nienstedten                               | um 1942 |                | Führungsbunker LGK XI, 2004/05 abgerissen |                |
| Harvestehuder Weg 10 / Milchstr. 12                                           | Rotherbaum                                | 1939–43 | ja (18177)     | „Gauleiter-Bunker“ am Budge-Palais, s. Hamburgs Bunker, S. 28 f. | weitere Bilder |
| Rothenbaumchaussee 80 (Flakleitbunker) 53,572448° N, 9,990169° O              | Rotherbaum                                | um 1942 |                | nach 1945 genutzt u. a. von der Polizei Hamburg und Hochschulsport der Universität, nach 1990 Abriss und teilweise Integration in Neubau (u. a. Sitz von Hamburg 1) |                |
| Feldstr. / Heiligengeistfeld (Flakturm IV) 53,556438° N, 9,969934° O          | St. Pauli                                 | 1942–43 |                | 1947 ff. Entfestigung für zivile Nutzung, u. a. als Notunterkunft, später gewerbliche Nutzung 2020 ff. Aufstockung | weitere Bilder |
| ehem. Werftgelände                                                            | Steinwerder                               | 1942    |                | 4 „Treppenhausbunker“, 2005 abgerissen | (Foto)         |
| Elbe II, U-Boot-Bunker 53,52779° N, 9,946795° O                               | Steinwerder                               | 1940–41 |                | (abgerissen) |                |
| Neuhöfer Str., Flakturm VI 53,51° N, 9,989758° O                              | Wilhelmsburg                              | 1942–43 |                | 1947 Sprengung der Inneneinbauten, 2010–13 Umbau zum „Energiebunker“ | weitere Bilder |
| Reiherstiegdeich                                                              | Wilhelmsburg?                             | 1944    |                | Salzgitter-Bunker wie Moorburger Straße 16, 1980 abgerissen |                |
| Rethedamm 8 53,505358° N, 9,966783° O                                         | Wilhelmsburg (Neuhof, Greenpeace-Gelände) |         |                | Truppenmannschaftsbunker der Kriegsmarine vom Typ T-750, heute Lager, auf dem Dach eine kleine Windkraftanlage | weitere Bilder |
| Schluisgrove 53,498604° N, 9,984198° O                                        | Wilhelmsburg                              | 1944    |                | Salzgitter-Bunker wie Moorburger Straße 16 |                |
| Trockendock Elbe 17                                                           | Steinwerder                               |         |                | Werkschutzbunker in seitlichen Hohlräumen, nach dem Krieg geplante Sprengung wurde 1950 aufgegeben und später als Werkstatt- und Lagerräume genutzt, in 1960er Jahren auch für eine IBM-Großrechenanlage in der östlichen Dockwand (Rossig S. 42 f.) |                |